# Protestas del Primero de Mayo de 1971
Las protestas del Primero de Mayo de 1971 contra la guerra de Vietnam fueron una serie de acciones de desobediencia civil a gran escala en Washington, D. C., en protesta por la participación de los Estados Unidos en la guerra de Vietnam. Las protestas comenzaron la mañana del lunes 3 de mayo y finalizaron el 5 de mayo. En total, más de 12 000 personas fueron arrestadas, en lo que fueron las detenciones masivos más numerosas en la historia de Estados Unidos.
Los miembros de la administración Nixon llegaron a considerar los acontecimientos como perjudiciales porque la respuesta del gobierno fue percibida como una violación de los derechos civiles de los ciudadanos.

## Planificación
A mediados de 1970, muchos líderes del movimiento contra la guerra llegaron a la conclusión de que las tácticas de marchas masivas que se habían utilizado durante los seis años anteriores no acabarían con la guerra y que se necesitaban acciones más agresivas. Rennie Davis y David Dellinger, de la Coalición Popular por la Paz y la Justicia, y Jerry Coffin, de la Liga de Resistentes a la Guerra, comenzaron a planificar las acciones; más tarde, en 1970, Michael Lerner se unió a ellos. Se formó un grupo conocido como la «Tribu del Primero de Mayo»: Estaba formado por yippies y otros entre los miembros más militantes del movimiento contra la guerra. Se decidió que pequeños grupos de manifestantes bloquearían las principales intersecciones y puentes de la capital bajo el lema: «Si el gobierno no detiene la guerra, detendremos al gobierno».

## Las protestas

### Sábado 1 de mayo
Más de 40 000 manifestantes acamparon en el parque West Potomac, cerca del río Potomac, para escuchar música rock y planificar la acción que se avecinaba.

### Domingo 2 de mayo
La administración Nixon canceló en secreto el permiso para acampar de los manifestantes. La Policía de Parques de Estados Unidos y la Policía Metropolitana de Washington, vestidos con equipo antidisturbios, allanaron el campamento. La policía dio a los campistas hasta el mediodía para marcharse. Algunos manifestantes abandonaron la manifestación y abandonaron la ciudad. Los manifestantes restantes, estimados en 12 000, se reagruparon en varias iglesias y campus universitarios de la zona.

### Lunes 3 de mayo
El gobierno de Estados Unidos había puesto en marcha la Operación Garden Plot, un plan que había desarrollado durante la década de 1960 para combatir grandes desórdenes civiles. Durante el fin de semana, mientras los manifestantes escuchaban música, planificaban sus acciones o dormían, 10 000 tropas federales fueron trasladadas a varios lugares del área metropolitana de Washington. En momentos determinados, estaban siendo trasladados tantos soldados e infantes de marina a la zona desde bases a lo largo de la Costa Este que los transportes de tropas aterrizaban a un ritmo de uno cada tres minutos en la Base de la Fuerza Aérea Andrews, en los suburbios de Maryland, a unas 15 millas al este de la Casa Blanca. Entre estas tropas había 4000 paracaidistas de la 82 División Aerotransportada de EE. UU. Las tropas del cuartel de la Infantería de Marina se alinearon a ambos lados del puente de la calle 14. Estas tropas debían respaldar a los 5100 oficiales de la Policía Metropolitana del D. C., 2000 miembros de la Guardia Nacional del D. C. y agentes federales que ya estaban en el lugar. Cada monumento, parque y rotonda de la capital del país tenía tropas protegiendo sus perímetros. Paracaidistas e infantes de marina desplegados en helicóptero hacia los terrenos del Monumento a Washington .
Los manifestantes anunciaron que, debido a que el gobierno no había detenido la guerra de Vietnam, ellos detendrían al gobierno, cosa que dijeron a las tropas, formadas muchas de ellas por soldados de edad similar a los manifestantes, que su objetivo era evitar que las tropas fueran enviadas a Vietnam. Mientras las tropas estaban en el lugar y miles se mantenían en reserva, la policía se enfrentó con miembros de la tribu Primero de Mayo. Los manifestantes recurrieron a tácticas de fuga por toda la ciudad, intentando interrumpir el tráfico y causar caos en las calles. El presidente Richard Nixon, quien se encontraba en la Casa Blanca occidental en San Clemente, California, se negó a darles el día libre a los trabajadores federales, obligándolos a atravesar líneas policiales y bloqueos tribales del Primero de Mayo. La respuesta presidencial estuvo a cargo del asesor legal de la Casa Blanca, John Dean, quien estuvo presente en la Casa Blanca. La mayoría de los viajeros que lo intentaron llegaron a sus trabajos, a pesar de sufrir algún retraso. Los Empleados Federales por la Paz realizaron una manifestación al día siguiente en el Parque Lafayette. Durante los disturbios, los militares dispararon accidentalmente una bomba de gas lacrimógeno al comedor presidencial durante un almuerzo entre la hija del presidente, Julie Nixon, y su suegra, la ex primera dama Mamie Eisenhower.
Mientras las tropas aseguraban las principales intersecciones y puentes, la policía abandonó sus procedimientos habituales de arresto, recorriendo la ciudad haciendo arrestos generalizados y utilizando gases lacrimógenos. Se detuvo a cualquiera que pareciera manifestante. A las 8 a. m. miles de personas fueron detenidas, muchas de ellas sin haber infringido ninguna ley. Las cárceles de la ciudad no tenían capacidad para albergar a tanta gente, por lo que se establecieron varios centros de detención de emergencia, entre ellos el Washington Coliseum y otro rodeado por un muro de 8 pies (2,4 m) Se instaló una valla al lado del Estadio Memorial Robert F. Kennedy. Los prisioneros se agolparon contra la valla, la derribaron y fueron gaseados. Las autoridades no facilitaron alimentos, agua ni instalaciones sanitarias, pero residentes locales trajeron suministros en solidaridad con los detenidos. Los enfrentamientos entre manifestantes y policías se prolongaron hasta aproximadamente el mediodía. En Georgetown, la policía condujo a los manifestantes y espectadores por las calles hasta el campus de la Universidad de Georgetown. Luego, la policía se enfrentó a los manifestantes frente a la puerta principal de la universidad en la calle O, lanzando gases lacrimógenos sobre la puerta cada vez que empujaban a la multitud hacia atrás. Se utilizaron otras formas de gas, incluido uno a base de pimienta y uno que inducía el vómito. Los helicópteros de la policía también lanzaron gases lacrimógenos sobre el campo deportivo inferior de la universidad, donde los manifestantes habían acampado la noche anterior. Numerosas personas resultaron heridas y fueron atendidas por voluntarios en el campus. Por la tarde la policía había reprimido la protesta y había detenido a más de 7000 personas.

### Los siguientes días
El martes 4 de mayo, otras 2000 personas fueron detenidas durante una sentada frente al edificio Robert F. Kennedy del Departamento de Justicia, donde el Ejército de los Estados Unidos había desplegado nidos de ametralladoras. El miércoles 5 de mayo, 1200 personas más fueron arrestadas en una manifestación legal en las escaleras del Capitolio de los EE. UU., lo que elevó el total a 12 614 personas, lo que lo convierte en las detenciones masivas más numerosas en la historia de los EE. UU.

## Secuelas
El Departamento de Justicia de los Estados Unidos presentó cargos de conspiración contra el líder del Primero de Mayo, Rennie Davis, así como contra otros dos activistas que habían sido miembros de los Siete de Chicago, John Froines y Abbie Hoffman. Los cargos finalmente fueron desestimados. De los 12 000 manifestantes detenidos, la mayoría fueron puestos en libertad sin cargos. Al final, sólo 79 personas fueron condenadas. La Unión Estadounidense por las Libertades Civiles presentó una demanda colectiva en nombre de miles de manifestantes detenidos y, finalmente, los tribunales federales, reconociendo la naturaleza ilegal de los arrestos, ordenaron al gobierno pagar un acuerdo a los arrestados, convirtiéndolos en algunos de los únicos ciudadanos en la historia de los EE. UU. en recibir una compensación financiera por la violación de los derechos constitucionales de libre reunión y el debido proceso.
Richard Helms, director de la CIA en aquel momento, expresó: «Obviamente, todo el mundo en la administración lo consideró, en particular con todos los arrestos y los gritos sobre los derechos civiles y humanos y todo lo demás... como un evento muy dañino. No creo que hubiera ninguna duda al respecto».